# شال و انگشتر
شال و انگشتر یک مجموعه تلویزیونی محصول سال ۱۳۷۳ به کارگردانی، نویسندگی عبدالرضا اکبری و تهیه‌کنندگی  می‌باشد که از برنامه «سیمای خانواده» شبکه ۱ پخش شد.

## بازیگران
- محمدعلی ورشوچی[۱]
- حمید دلشکیب
- عباس محبی
- فاطمه دانشزاد
- فاطمه طاهری
- فرخ‌لقا هوشمند
- مهری مهرنیا